# Musculus depressor septi nasi
Der Musculus depressor septi nasi („Niederzieher der Nasenscheidewand“) ist ein zarter Hautmuskel zwischen Nase und Oberlippe, der zur mimischen Muskulatur gehört. Er entspringt in der Fossa incisiva des Oberkiefers und setzt an der Nasenscheidewand (Septum nasi) an. Im Ansatzbereich verbindet er sich teilweise mit dem Flügelteil des Musculus nasalis. Der Musculus depressor septi nasi ist ein Gegenspieler der anderen Nasenmuskeln, zieht die Nasenflügel nach unten und verengt damit das gleichseitige Nasenloch.